# Langonnet
Langonnet település Franciaországban, Morbihan megyében. Lakosainak száma 1851 fő (2022. január 1.). Langonnet Paule, Glomel, Plouray, Priziac, Le Faouët, Le Saint, Gourin, Tréogan és Plévin községekkel határos.

## Népesség
A település népességének változása:
| Lakosok száma | 2791 | 2106 | 2005 | 1908 | 1874 | 1858 | 1757 | 1724 | 1708 | 1851 |
|               | 1968 | 1982 | 1990 | 2006 | 2013 | 2015 | 2017 | 2019 | 2020 | 2022 |